# مديرية كتاف والبقع

تعديل مصدري - تعديل

مديرية كتاف والبقع أكبر مديريات محافظة صعدة في اليمن مساحة. بلغ عدد سكانها 43034 نسمة عام 2004. تقع في شرق صعدة.

موقع مديرية كتاف والبقع في محافظة صعدة